# Olivia Cooke

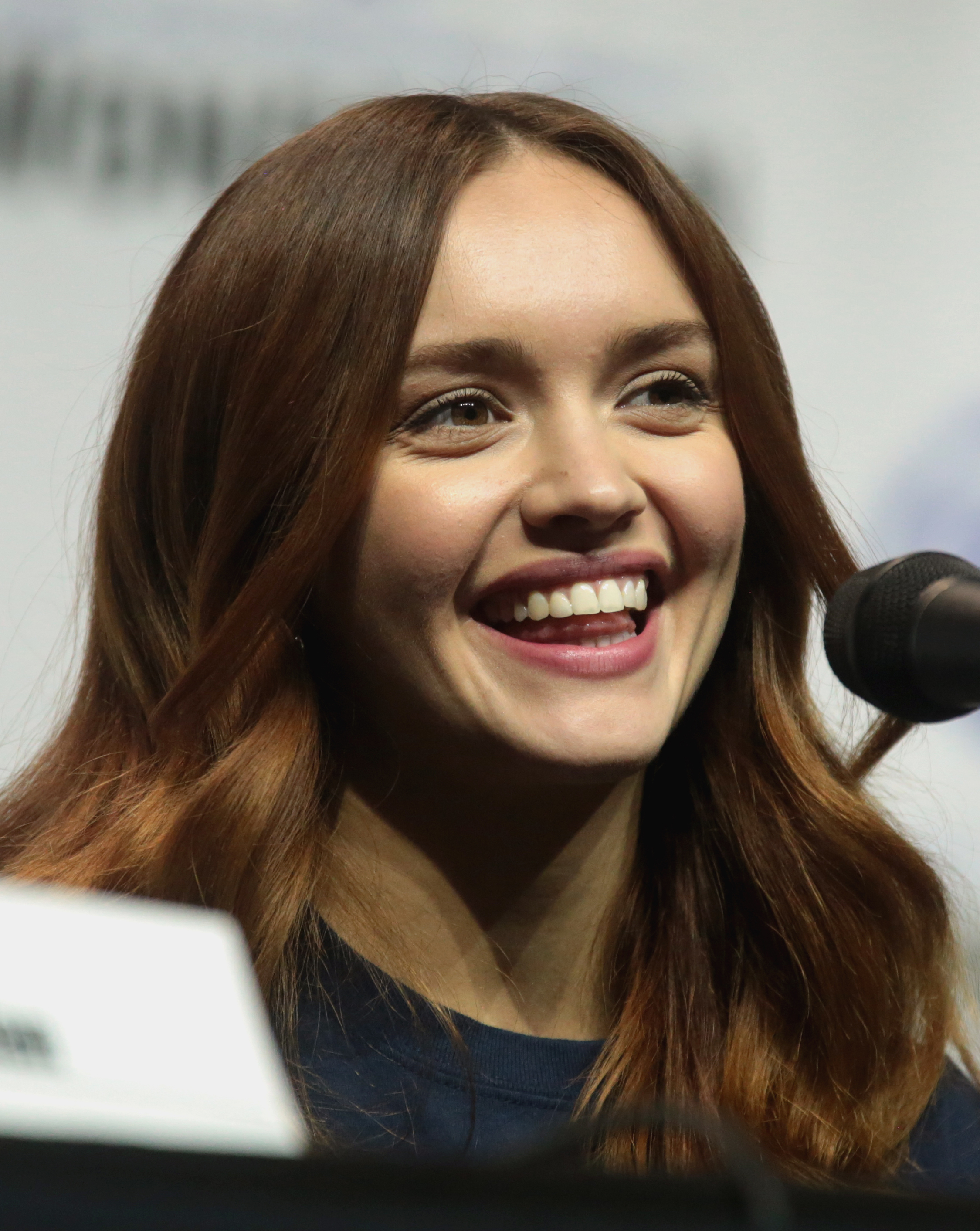
Olivia Cooke (2018)

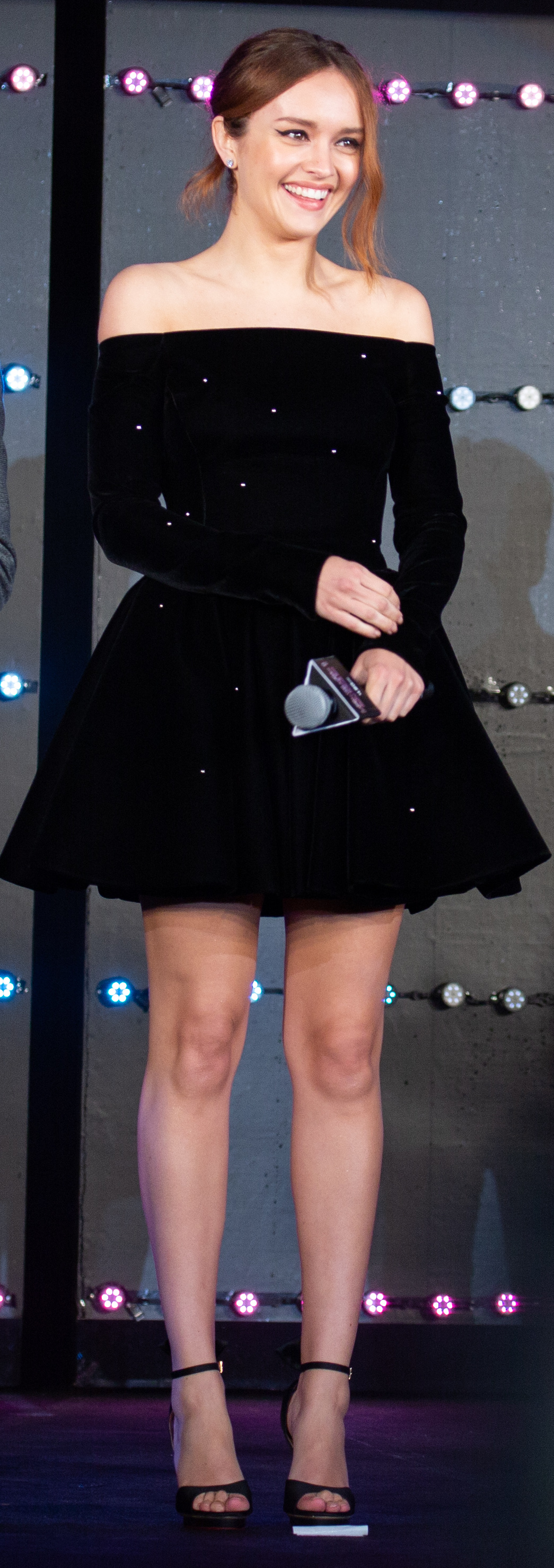
Olivia Cooke (2018)

Olivia Kate Cooke (ur. 27 grudnia 1993 w Oldham) – brytyjska aktorka, która grała m.in. w filmach Dźwięk metalu, Player One i Panny z dobrych domów.

## Życiorys
Cooke urodziła się w Oldham w hrabstwie Wielki Manchester. Jej ojciec był policjantem, a matka handlowcem. W dzieciństwie ćwiczyła gimnastykę i balet. Gdy miała osiem lat, zaczęła grać w amatorskim teatrze, lecz pierwszą dużą rolę w przedstawieniu dostała dopiero gdy miała 17 lat.

## Filmografia

### Filmy
| Rok  | Tytuł                                                               | Rola                    | Uwagi           |
| ---- | ------------------------------------------------------------------- | ----------------------- | --------------- |
| 2014 | Ruby's Skin                                                         | Ruby                    | krótkometrażowy |
| 2014 | Uśpieni (The Quiet Ones)                                            | Jane Harper             |                 |
| 2014 | Sygnał (The Signal)                                                 | Haley Peterson          |                 |
| 2014 | Diabelska plansza Ouija (Ouija)                                     | Laine Morris            |                 |
| 2015 | Earl i ja, i umierająca dziewczyna (Me and Earl and the Dying Girl) | Rachel Kushner          |                 |
| 2016 | Golem z Limehouse                                                   | Lizzie Cree             |                 |
| 2016 | Katie Says Goodbye                                                  | Katie                   |                 |
| 2017 | Panny z dobrych domów (Thoroughbreds)                               | Amanda                  |                 |
| 2018 | Player One (Ready Player One)                                       | Samantha Cook / Art3mis |                 |
| 2018 | To właśnie życie (Life Itself)                                      | Dylan                   |                 |
| 2019 | Dźwięk metalu                                                       | Lou                     |                 |
| 2020 | Pixie                                                               | Pixie                   |                 |
| 2020 | Chora pamięć (Little Fish)                                          | Emma                    |                 |
| 2021 | Poza systemem (Naked Singularity)                                   | Lea                     |                 |
| 2022 | Niezgaszalni (Fireheart)                                            | Georgia (głos)          |                 |
| 2023 | Gniew matki (The Good Mother)                                       | Paige                   |                 |

### Telewizja
| Rok       | Tytuł                              | Rola               | Uwagi                |
| --------- | ---------------------------------- | ------------------ | -------------------- |
| 2012      | Blackout                           | Meg Demoys         | 3 odc.               |
| 2012      | The Secret of Crickley Hall        | Nancy Linnet       | 3 odc.               |
| 2013–2017 | Bates Motel                        | Emma Decody        | gł. rola; 44 odc.    |
| 2015      | Axe Cop                            | potwór z Loch Ness | głos, 1 odc.         |
| 2018      | Targowisko próżności (Vanity Fair) | Becky Sharp        | miniserial           |
| 2019      | Nowoczesna miłość (Modern Love)    | Karla              | 2 odc.               |
| 2021      | Soft Voice                         | Dark Voice         | głos, w gł. obsadzie |
| 2022      | Kulawe konie (Slow Horses)         | Sid Baker          | w gł. obsadzie       |
| od 2022   | Ród Smoka (House of the Dragon)    | Alicent Hightower  | w gł. obsadzie       |